# Trostansfjörður
Der Trostansfjörður ist ein Fjord auf der Halbinsel der Westfjorde in Island. 
Der Fjord liegt südlich des Geirþjófsfjörður und nördlich des Reykjarfjörður in den Suðurfirðir, den Nebenfjorden des Arnarfjörðurs. 
Der gleichnamige Hof in dem Fjord ist verlassen.  
Der Fjord reicht kaum vier Kilometer weit ins Land und ist zweieinhalb Kilometer breit. 
Im Fjord liegt das Norðdalur mit seinem Wald aus Vogelbeerbäumen.
An seiner Südwestküste verläuft der Bíldudalsvegur  zwischen Bildudalur und dem Vestfjarðavegur .